# 4957 Brucemurray
4957 Brucemurray (1990 XJ) là một tiểu hành tinh Amor được phát hiện ngày 15 tháng 12 năm 1990 bởi Eleanor F. Helin ở Palomar.